# Beethoven's 4th
Beethoven 4 (do inglês: Beethoven's 4th) é um filme estadunidense de 2001, lançado diretamente em vídeo, sendo o quarto filme da franquia sobre o cão "Beethoven".
Este foi o segundo e último filme estrelado por Judge Reinhold e Julia Sweeney nos papéis de Richard e Beth Newton.

## Sinopse
Nesta versão, ao estilo de O Príncipe e o Mendigo, Beethoven testa a paciência da família Newton com sua baba,  trapalhadas, falta de obediência e apetite voraz. Ele acaba trocando de lugar com Michelangelo, um são-bernardo idêntico a ele, só que milionário, bem-treinado e educadíssimo. Assim, Beethoven passa a viver com a rica família do sósia, os Sedgewick, enquanto Michelangelo vai para casa dos Newton, provocando uma série de confusões nas respectivas famílias.

## Elenco
O elenco do filme Beethoven's 4th é formado por:
- Judge Reinhold — Richard Newton
- Julia Sweeney — Beth Newton
- Joe Pichler — Brennan Newton
- Michaela Gallo — Sara Newton
- Kaleigh Krish — Madison Sedgewick
- Matt McCoy — Reginald Sedgewick
- Veanne Cox — Martha Sedgewick
- Jeff Coopwood — Bill
- Dorien Wilson — Marlowe
- Mark Lindsay Chapman — Johnnie Simmons
- Nick Meaney — Nigel Bigalow
- Natalie Marston — Hayley (creditada como Natalie Elizabeth Marston)
- Art LaFleur — Sergento Rutledge
- June Lu — Sra. Florence Rutledge